# Simon-Claude Constant-Dufeux

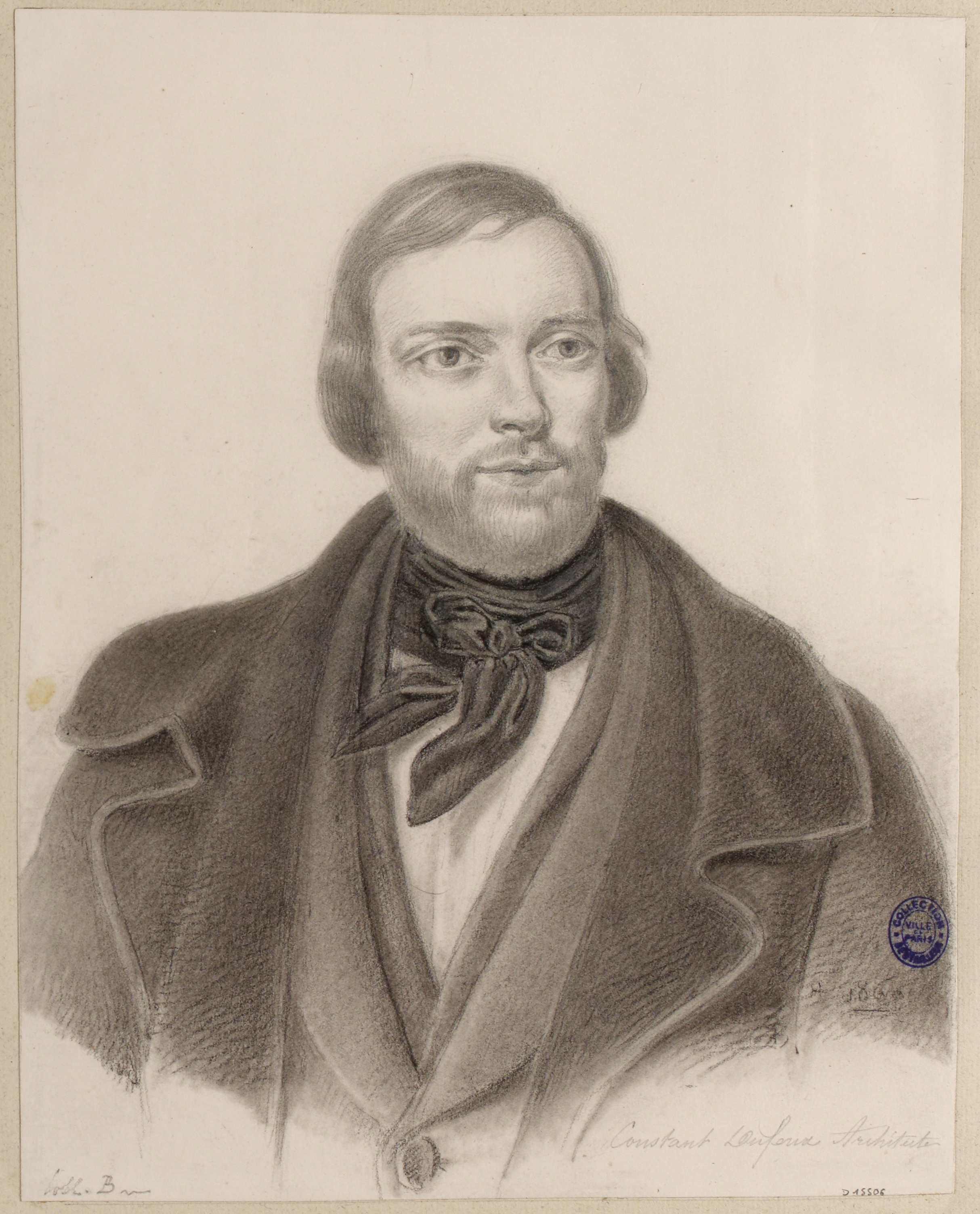
Constant-Dufeux, um 1866

Simon-Claude Constant-Dufeux (* 1801 in Paris; † 1871 in Paris) war ein französischer Architekt des Historismus.

## Leben und Werk
Constant-Dufeux studierte an der École des Beaux-Arts de Paris. Nach dem Studium war er an Bauprojekten mehrerer Architekten beteiligt, u. a. mit Louis Visconti an der Konstruktion der Fontaine Gaillon und mit Jean Billaud (1769–1846) am Bau der Galerie Colbert. 1835 wurde er zum Professor für Architektur an der École des Beaux-Arts ernannt, wo er bis 1850 unterrichtete. Nach der Februarrevolution 1848 wurde er zum Capitaine der Garde nationale ernannt.
1850 wurde er mit der Restaurierung des Panthéon beauftragt, er leitete die Restaurierung des Tempels des Augustus und der Livia in Vienne (1851) sowie des Château de Vincennes. Weitere Restaurierungsprojekte waren die Kirche St-Pierre in Vienne und das Römische Theater in Orange (1856–1858), wo er die Sicherungsarbeiten durchführte. Er baute 1862 das neue Portal der Kirche Saint Laurent in Paris und 1866 restaurierte er das Palais du Luxembourg.

## Auszeichnungen
- 1829: Prix de Rome[1]
- 1851: Ritter der Ehrenlegion
- 1860: Offizier der Ehrenlegion
- 1860: Ordre royal du Saint-Sauveur de Grèce[1]